# Martín Palermo
Martín Palermo (* 7. November 1973 in La Plata) ist ein ehemaliger argentinischer Fußballspieler, der zuletzt für die Boca Juniors spielte, und heutige Fußballtrainer.

## Spielerkarriere

### Verein
Palermo startete seine Profikarriere bei Estudiantes de La Plata. Hier gab er am 5. Juli 1992 beim 0:0 gegen San Lorenzo sein Profidebüt und spielte für den Verein bis 1997, ehe er zum Ligakonkurrenten Boca Juniors wechselte. Hier schaffte er durch seine Torgefahr und eine hohe Trefferquote endgültig den Durchbruch. 1998 wurde er in der Apertura Torschützenkönig mit 20 Treffern in 19 Spielen und im selben Jahr Südamerikas Fußballer des Jahres. Ein im November 1999 erlittener Kreuzbandriss verhinderte einen fast schon perfekten Wechsel nach Italien zu Lazio Rom. Am 24. Mai 2000 gab er sein Comeback im Viertelfinalspiel der Copa Libertadores. Dabei gelang ihm das vorentscheidende Tor zum 3:0 gegen River Plate, nachdem das Hinspiel mit 1:2 verloren worden war.
Am 28. November 2000 erlangte Palermo die Aufmerksamkeit der spanischen Fußballklubs: Im Finale des Weltpokals gelangen ihm zwei Tore, die Boca Juniors zum 2:1-Erfolg gegen Real Madrid und damit dem Titelgewinn führten. Anschließend wurde er zum Spieler des Spiels gewählt.
In der Winterpause begann Palermos Aufenthalt in Europa, der jedoch nicht vom Glück verfolgt war. Zunächst wurde er vom FC Villarreal verpflichtet. Am 20. November 2001 stieg er nach einem Torerfolg auf eine Mauer, die jedoch unter dem Druck der Villarreal-Fans umkippte. Dabei brach er sich sowohl Schien- als auch Wadenbein und fiel zwei Monate aus. Im August 2003 wurde er zu Betis Sevilla abgeschoben, da er in den Planungen des Trainers Benito Floro keine Rolle mehr spielte. Aber hier konnte er nicht überzeugen und wurde in der Winterpause an Deportivo Alavés abgegeben.
Im Sommer 2004 beendete Palermo seinen erfolglosen Europaaufenthalt und kehrte nach Argentinien zu den Boca Juniors zurück. Hier fand er wieder zu seiner Torgefährlichkeit zurück und ist mittlerweile mit 222 Toren der beste Torschütze der gesamten Vereinsgeschichte. Nach der Saison 2010/2011 beendete er seine Karriere.

### Nationalmannschaft
Palermo bestritt zudem „nur“ 15 Länderspiele für Argentinien. Dabei gelangen ihm neun Tore. Nach zehnjähriger Abstinenz aus der argentinischen Nationalelf wurde er vom neuen Nationaltrainer Diego Maradona wieder berufen und erzielte im Länderspiel gegen Ghana (am 30. September 2009) zwei Tore zum 2:0-Sieg für Argentinien. Am 10. Oktober 2009 erzielte Palermo beim WM-Qualifikationsspiel gegen Peru in der Nachspielzeit den entscheidenden Treffer zum 2:1-Endstand und wahrte somit die Chance auf eine Qualifikation der Argentinier. Trainer Maradona sprach nach dem Spiel vom „heiligen Palermo“, der den Argentiniern ein zweites Leben geschenkt hätte.
Im letzten Gruppenspiel der Fußball-Weltmeisterschaft 2010 erzielte er gegen Griechenland nach seiner Einwechslung den 2:0-Endstand.

## Trainerkarriere
Von November 2012 bis Dezember 2013 trainierte er den einzigen Profiklub Mendozas, CD Godoy Cruz. Danach ging er zu Arsenal de Sarandí. Seine erste Auslandsstation als Trainer brachte Palermo nach Chile zu Unión Española, wo er von 2016 bis 2018 tätig war. Nach CF Pachuca in Mexiko und Curicó Unido in Chile kehrte in sein Heimatland zurück und betreute den Erstligisten CA Aldosivi. Seite 2023 ist er Trainer des argentinischen Erstligisten CA Platense.

## Wissenswertes
- In einem Länderspiel der Copa América gegen Kolumbien am 4. Juli 1999 konnte er drei Elfmeter nicht verwerten. Diese „Leistung“ brachte ihn ins Guinness-Buch der Rekorde.
- Am 4. Oktober 2009 gelang Palermo gegen Vélez Sarsfield ein Kopfballtor aus 38 Metern Entfernung.[2] Dies war ein neuer Rekord in der argentinischen Liga.
- Neben dem argentinischen Ausweis besitzt Palermo auch die italienische Staatsbürgerschaft.
- Mit aktuell 222 Pflichtspieltoren in 366 Pflichtspielen für Boca Juniors steht der Angreifer auf Platz eins der ewigen Vereinstorjägerliste, gefolgt von Roberto Cherro (218 Tore).[1][3][4]
- Seine einzigartige Spielweise und die Tore aus allen Positionen des Spielfeldes brachten ihm den Spitznamen „El Loco“ (Der Verrückte) ein.[5]
- Nach seinem Tor in einem Spiel der Copa del Rey stürmte er zu den jubelnden Fans von Villarreal, unter deren Last eine Betonwand einstürzte. Palermo brach sich dabei Schien- und Wadenbein und verpasste somit die WM 2002.[6]
- Anlässlich des Weltpokalfinales 2000 gegen Real Madrid in Tokio waren Palermo und seine Mannschaftskameraden Untersuchungsobjekte einer Studie der Universität Buenos Aires zu Jetlag bei Profisportlern.[7]

## Erfolge

### Verein
- Argentinischer Meister: 1998 (Apertura), 1999 (Clausura), 2000 (Apertura), 2005 (Apertura), 2006 (Clausura), 2008 (Apertura)
- Copa Libertadores: 2000, 2007
- Weltpokal: 2000
- Copa Sudamericana: 2004, 2005
- Recopa Sudamericana: 2005, 2006, 2008

### Individuell
- Goldener Schuh Amerikas: 2008 (Zusammen mit Giancarlo Maldonado)
- Torschützenkönig: 1998 (Apertura) (20 Tore in 19 Spielen), 2007 (Clausura)
- „Rey del futbol de América“ – Südamerikas Spieler des Jahres: 1998
- Bester Spieler des Weltpokalfinales: 2000